# Храм Святых Царственных Страстотерпцев (Ижевск)
Храм Святых Царственных мучеников — церковь, расположенная в Индустриальном районе Ижевска рядом с Северным кладбищем по адресу ул. Буммашевская, 3б. В непосредственной близости к храму находится памятник умершим в госпиталях Ижевска участникам Великой Отечественной войны.

## История
В 2002 году на территории Северного кладбища в Ижевске был установлен поклонный крест — на месте будущего строительства храма в честь святых Царственных мучеников. Митрополит Николай обратился к руководству компании Белкамнефть с просьбой о выделении средств на строительство. В конце декабря 2004 года в основание будущего храма был заложен памятный камень. Строительство храма велось на средства мецената Гуцериева М. С. и компании Белкамнефть.
9 мая 2005 года после установки крестов в храме прошло первое богослужение, официальное открытие состоялось в июле того же года. В 2007 году роспись храма осуществили мастера из Палехской иконописной мастерской.
Храм является конечной точкой Крестного хода, проводящегося в Ижевске в ночь на 17 июля в память о расстреле царской семьи. В этот же день в храме проводятся молебны.